# Liste de transfuges du bloc de l'Ouest
Cet article recense les transfuges du bloc de l'Ouest pendant la Guerre froide.

## Généralités
Pendant la Guerre froide (1945-1991), plusieurs personnes abandonnèrent le « bloc de l'Ouest » (regroupant principalement les États-Unis et les pays qui lui étaient alliés) pour faire défection vers le bloc de l'Est (régimes communistes plus ou moins alliés avec l'Union soviétique) ou des pays non-alignés : agents des renseignements, personnels militaires, scientifiques, personnalités politiques, diplomates et autres personnalités célèbres. Dans le cas de personnels militaires, il s'agit de désertion.

## Liste
| Transfuge                           | Pays quitté                                | Profession/Organisation                                                                                 | Année | Pays d'accueil                            |
| ----------------------------------- | ------------------------------------------ | --- | ----- | ----------------------------------------- |
| Erwin Borchers                      | France                                     | Légion étrangère                                                                                        | 1945  | Việt Minh                                 |
| Ernst Frey                          | France                                     | Légion étrangère                                                                                        | 1945  | Việt Minh                                 |
| Siegfried Wenzel                    | France                                     | Légion étrangère                                                                                        | 1945  | Việt Minh                                 |
| Park Si-Hyeong                      | Corée du Sud (zone américaine)             | Historien                                                                                               | 1946  | Corée du Nord (zone soviétique)           |
| Stefan Kubiak                       | France                                     | Légion étrangère                                                                                        | 1946  | Việt Minh                                 |
| Kóstas Sarantídis                   | France                                     | Légion étrangère                                                                                        | 1946  | Việt Minh                                 |
| Karl Eduard von Schnitzler          | Zone d'occupation britannique en Allemagne | Journaliste à la BBC                                                                                    | 1947  | Zone d'occupation soviétique en Allemagne |
| George Shaw Wheeler                 | États-Unis                                 | Économiste                                                                                              | 1947  | Tchécoslovaquie                           |
| Emil Selhofer                       | France                                     | Légion étrangère                                                                                        | 1947  | Việt Minh                                 |
| Pyo Mu-Won                          | Corée du Sud                               | Armée de terre de la République de Corée                                                                | 1948  | Corée du Nord                             |
| Hong Myong-Hui (en)                 | Corée du Sud                               | Écrivain                                                                                                | 1948  | Corée du Nord                             |
| Kim Sun-Nam                         | Corée du Sud                               | Compositeur                                                                                             | 1948  | Corée du Nord                             |
| Kang Tae-Mu                         | Corée du Sud                               | Armée de terre de la République de Corée                                                                | 1948  | Corée du Nord                             |
| Annabelle Bucar                     | États-Unis                                 | Département d'État des États-Unis                                                                       | 1948  | URSS                                      |
| George Koval                        | États-Unis                                 | Espion atomiste                                                                                         | 1948  | URSS                                      |
| James McMillin                      | États-Unis                                 | Armée de terre des États-Unis (cryptologue)                                                             | 1948  | URSS                                      |
| Gerhart Eisler                      | États-Unis                                 | Journaliste                                                                                             | 1949  | Allemagne de l'Est                        |
| Noel Field                          | États-Unis                                 | Département d'État des États-Unis                                                                       | 1949  | Tchécoslovaquie                           |
| Albert Clavier                      | France                                     | Armée de terre                                                                                          | 1949  | Việt Minh                                 |
| Miroslav Surý                       | France                                     | Légion étrangère                                                                                        | 1949  | Việt Minh                                 |
| František Vaňhara                   | France                                     | Légion étrangère                                                                                        | 1949  | Việt Minh                                 |
| Robert Dagleish                     | Royaume-Uni                                | Bureau des Affaires étrangères et du Commonwealth                                                       | 1949  | URSS                                      |
| Archibald Johnstone                 | Royaume-Uni                                | Journaliste                                                                                             | 1949  | URSS                                      |
| James Stuart                        | Royaume-Uni                                | Armée de terre britannique                                                                              | 1949  | Allemagne de l'Est                        |
| David Young                         | Royaume-Uni                                | Royal Navy                                                                                              | 1949  | République populaire de Chine             |
| Ian Milner                          | Australie                                  | Diplomate de l'ONU                                                                                      | 1950  | Tchécoslovaquie                           |
| Ri Sung-gi                          | Corée du Sud                               | Professeur de chimie à l'Université nationale de Séoul                                                  | 1950  | Corée du Nord                             |
| Ján Poláček                         | France                                     | Légion étrangère                                                                                        | 1950  | Việt Minh                                 |
| Josef Zvoník                        | France                                     | Légion étrangère                                                                                        | 1950  | Việt Minh                                 |
| Bruno Pontecorvo                    | Italie / Royaume-Uni                       | Physicien atomiste                                                                                      | 1950  | URSS                                      |
| John Peet (1915–88)                 | Royaume-Uni                                | Correspondant Reuters                                                                                   | 1950  | Allemagne de l'Est                        |
| Arna Rides                          | Royaume-Uni                                | Conseiller médical du British Council                                                                   | 1950  | Tchécoslovaquie                           |
| Nazım Hikmet                        | Turquie                                    | Écrivain                                                                                                | 1950  | URSS                                      |
| Joel Barr (en)                      | États-Unis                                 | Ingénieur militaire / Espion                                                                            | 1951  | Tchécoslovaquie, puis URSS                |
| Alfred Sarant                       | États-Unis                                 | Ingénieur militaire / Espion                                                                            | 1951  | Pologne, puis URSS                        |
| Margaret Schlauch (en)              | États-Unis                                 | Professeur d'anglais à l'Université de New York                                                         | 1951  | Pologne                                   |
| Weng Wenhao (en)                    | République de Chine                        | Géologue et homme politique du Kuomintang                                                               | 1951  | République populaire de Chine             |
| Guy Burgess                         | Royaume-Uni                                | Bureau des Affaires étrangères et du Commonwealth / Security Service                                    | 1951  | URSS                                      |
| Donald Maclean                      | Royaume-Uni                                | Bureau des Affaires étrangères et du Commonwealth                                                       | 1951  | URSS                                      |
| Heiner Braun                        | Allemagne de l'Ouest                       | Athlète (5 000 mètres)                                                                                  | 1952  | Allemagne de l'Est                        |
| Günther Gereke                      | Allemagne de l'Ouest                       | Homme politique de l'UCD                                                                                | 1952  | Allemagne de l'Est                        |
| Victor Grossman                     | États-Unis                                 | Armée de terre des États-Unis                                                                           | 1952  | Allemagne de l'Est                        |
| Stefan Heym                         | États-Unis                                 | Armée de terre des États-Unis / Écrivain                                                                | 1952  | Tchécoslovaquie, puis Allemagne de l'Est  |
| Charles Lucas                       | États-Unis                                 | Armée de terre des États-Unis                                                                           | 1952  | Allemagne de l'Est                        |
| Miloud Salhi                        | France                                     | Armée de terre                                                                                          | 1952  | Việt Minh                                 |
| Wolfgang zu Putlitz                 | Royaume-Uni                                | Security Service                                                                                        | 1952  | Allemagne de l'Est                        |
| Hans Joachim Geyer                  | Allemagne de l'Ouest                       | Gehlen Organization                                                                                     | 1953  | Allemagne de l'Est                        |
| Wolfgang Höher                      | Allemagne de l'Ouest                       | Gehlen Organization                                                                                     | 1953  | Allemagne de l'Est                        |
| Kim Sung Bai                        | Corée du Sud                               | Force aérienne de la République de Corée                                                                | 1953  | Corée du Nord                             |
| Clarence Adams                      | États-Unis                                 | Armée de terre des États-Unis                                                                           | 1953  | République populaire de Chine             |
| Howard Gayle Adams                  | États-Unis                                 | Armée de terre des États-Unis                                                                           | 1953  | République populaire de Chine             |
| Albert Constant Belhomme            | États-Unis                                 | Armée de terre des États-Unis                                                                           | 1953  | République populaire de Chine             |
| Otto Grayson Bell                   | États-Unis                                 | Armée de terre des États-Unis                                                                           | 1953  | République populaire de Chine             |
| Arthur Boyd                         | États-Unis                                 | Armée de terre des États-Unis                                                                           | 1953  | Allemagne de l'Est                        |
| Richard G. Corden                   | États-Unis                                 | Armée de terre des États-Unis                                                                           | 1953  | République populaire de Chine             |
| William Cowart                      | États-Unis                                 | Armée de terre des États-Unis                                                                           | 1953  | République populaire de Chine             |
| Rufus Douglas                       | États-Unis                                 | Armée de terre des États-Unis                                                                           | 1953  | République populaire de Chine             |
| John Roedel Dunn                    | États-Unis                                 | Armée de terre des États-Unis                                                                           | 1953  | République populaire de Chine             |
| Andrew Fortuna                      | États-Unis                                 | Armée de terre des États-Unis                                                                           | 1953  | République populaire de Chine             |
| Lewis Griggs                        | États-Unis                                 | Armée de terre des États-Unis                                                                           | 1953  | République populaire de Chine             |
| Samuel David Hawkins (en)           | États-Unis                                 | Armée de terre des États-Unis                                                                           | 1953  | République populaire de Chine             |
| Arlie Pate                          | États-Unis                                 | Armée de terre des États-Unis                                                                           | 1953  | République populaire de Chine             |
| Scott Rush                          | États-Unis                                 | Armée de terre des États-Unis                                                                           | 1953  | République populaire de Chine             |
| Lowell Skinner                      | États-Unis                                 | Armée de terre des États-Unis                                                                           | 1953  | République populaire de Chine             |
| Larance Sullivan                    | États-Unis                                 | Armée de terre des États-Unis                                                                           | 1953  | République populaire de Chine             |
| Richard Tenneson                    | États-Unis                                 | Armée de terre des États-Unis                                                                           | 1953  | République populaire de Chine             |
| James Veneris (en)                  | États-Unis                                 | Armée de terre des États-Unis                                                                           | 1953  | République populaire de Chine             |
| Harold Webb                         | États-Unis                                 | Armée de terre des États-Unis                                                                           | 1953  | République populaire de Chine             |
| William White                       | États-Unis                                 | Armée de terre des États-Unis                                                                           | 1953  | République populaire de Chine             |
| Morris Wills                        | États-Unis                                 | Armée de terre des États-Unis                                                                           | 1953  | République populaire de Chine             |
| Aaron Wilson                        | États-Unis                                 | Armée de terre des États-Unis                                                                           | 1953  | République populaire de Chine             |
| Andrew Condron                      | Royaume-Uni                                | Royal Marines                                                                                           | 1953  | République populaire de Chine             |
| Bruno Folta                         | Allemagne de l'Ouest                       | Annonceur radio (en)                                                                                    | 1954  | Tchécoslovaquie                           |
| Otto John (en)                      | Allemagne de l'Ouest                       | Office fédéral de protection de la constitution                                                         | 1954  | Allemagne de l'Est                        |
| Karl Franz Schmidt-Wittmack         | Allemagne de l'Ouest                       | Député du Bundestag et homme politique de l'UCD                                                         | 1954  | Allemagne de l'Est                        |
| Choi Man Chong                      | Corée du Sud                               | Force aérienne de la République de Corée                                                                | 1954  | Corée du Nord                             |
| William Donal Adkins                | États-Unis                                 | Armée de terre des États-Unis                                                                           | 1954  | URSS                                      |
| Joseph Cort                         | États-Unis                                 | Docteur en médecine et lecteur en physiologie à l'Université de Birmingham                              | 1954  | Tchécoslovaquie                           |
| James Davis                         | États-Unis                                 | Armée de terre des États-Unis                                                                           | 1954  | Tchécoslovaquie                           |
| Raymond H. Hutto                    | États-Unis                                 | Armée de terre des États-Unis                                                                           | 1954  | Allemagne de l'Est                        |
| William Turner                      | États-Unis                                 | Armée de terre des États-Unis                                                                           | 1954  | URSS                                      |
| Richard Squires                     | Royaume-Uni                                | Armée de terre britannique                                                                              | 1954  | URSS                                      |
| Manfred von Brauchitsch             | Allemagne de l'Ouest                       | Coureur automobile                                                                                      | 1955  | Allemagne de l'Est                        |
| Ralph Bernard Frederick Cross       | Canada                                     | Armée canadienne                                                                                        | 1955  | Allemagne de l'Est                        |
| James W. Pulley                     | États-Unis                                 | Armée de terre des États-Unis                                                                           | 1955  | Allemagne de l'Est                        |
| Horst Spanier                       | États-Unis                                 | Armée de terre des États-Unis                                                                           | 1955  | Allemagne de l'Est                        |
| Wei Lihuang                         | République de Chine                        | Armée de terre de la République de Chine                                                                | 1955  | République populaire de Chine             |
| Ho Wei-Chin                         | République de Chine                        | Force aérienne de la République de Chine                                                                | 1955  | République populaire de Chine             |
| Wolf-Dieter Loebl                   | Allemagne de l'Ouest                       | Bundeswehr                                                                                              | 1956  | Allemagne de l'Est                        |
| Orest Stephen Makar                 | États-Unis                                 | Photogrammetriste et professeur en ingénierie à l'Université de Saint-Louis                             | 1956  | URSS                                      |
| Henri Maillot                       | France                                     | Armée de terre                                                                                          | 1956  | Front de libération nationale             |
| Anthony Wraight                     | Royaume-Uni                                | Royal Air Force                                                                                         | 1956  | URSS                                      |
| Alfred Kaufman Stern et Martha Dodd | États-Unis                                 | Philanthropes                                                                                           | 1957  | Tchécoslovaquie                           |
| Franz Julius Schröder               | Allemagne de l'Ouest                       | Assistant de l'UCD                                                                                      | 1959  | Allemagne de l'Est                        |
| Arthur Wegner                       | Allemagne de l'Ouest                       | Professeur de droit à l'Université de Münster                                                           | 1959  | Allemagne de l'Est                        |
| Ernie Fletcher                      | États-Unis                                 | Armée de terre des États-Unis                                                                           | 1959  | Allemagne de l'Est                        |
| Arnold Kephart                      | États-Unis                                 | Armée de terre des États-Unis                                                                           | 1959  | Allemagne de l'Est                        |
| Billy Mullis                        | États-Unis                                 | Armée de terre des États-Unis                                                                           | 1959  | Allemagne de l'Est                        |
| Lee Harvey Oswald                   | États-Unis                                 | Corps des Marines des États-Unis                                                                        | 1959  | URSS                                      |
| Libero Ricciardelli                 | États-Unis                                 | United States Air Force                                                                                 | 1959  | URSS                                      |
| Ho Ye-Chen                          | République de Chine                        | Armée de terre de la République de Chine                                                                | 1959  | République populaire de Chine             |
| Klaus Fuchs                         | Royaume-Uni                                | Espion atomiste                                                                                         | 1959  | Échangé en Allemagne de l'Est             |
| Otto Weissenberger                  | Allemagne de l'Ouest                       | Cartographie                                                                                            | 1960  | Allemagne de l'Est                        |
| Guy Bouchard                        | Canada                                     | Armée canadienne                                                                                        | 1960  | Allemagne de l'Est                        |
| John Strobl                         | Canada                                     | Armée canadienne                                                                                        | 1960  | Allemagne de l'Est                        |
| Bruce Davis                         | États-Unis                                 | Armée de terre des États-Unis                                                                           | 1960  | URSS                                      |
| Joseph Dutkanicz                    | États-Unis                                 | Armée de terre des États-Unis (Military Intelligence)                                                   | 1960  | URSS                                      |
| William H. Martin                   | États-Unis                                 | National Security Agency                                                                                | 1960  | URSS                                      |
| Bernon F. Mitchell                  | États-Unis                                 | National Security Agency                                                                                | 1960  | URSS                                      |
| Serafin Sanchez                     | États-Unis                                 | United States Air Force                                                                                 | 1960  | Cuba                                      |
| Vladimir Sloboda                    | États-Unis                                 | Armée de terre des États-Unis (Military Intelligence)                                                   | 1960  | URSS                                      |
| Walter Hagemann                     | Allemagne de l'Ouest                       | Homme politique de l'UCD et professeur en journalisme à l'Université de Münster                         | 1961  | Allemagne de l'Est                        |
| Junge family                        | États-Unis                                 | Chercheurs à l'Université de Washington                                                                 | 1961  | Tchécoslovaquie                           |
| Ollie Harrington                    | États-Unis                                 | Dessinateur                                                                                             | 1961  | Allemagne de l'Est                        |
| Mohamed Lamari                      | France                                     | Armée de terre                                                                                          | 1961  | Front de libération nationale             |
| Mário Moutinho de Pádua             | Portugal                                   | Exército Português                                                                                      | 1961  | République du Congo                       |
| Wilfried Alsguth                    | Allemagne de l'Ouest                       | Bundeswehr                                                                                              | 1962  | Allemagne de l'Est                        |
| Herbert Böhmer                      | Allemagne de l'Ouest                       | Bundeswehr                                                                                              | 1962  | Allemagne de l'Est                        |
| Heinz-Dieter Brehning               | Allemagne de l'Ouest                       | Bundeswehr                                                                                              | 1962  | Allemagne de l'Est                        |
| Günther Fischer                     | Allemagne de l'Ouest                       | Bundeswehr                                                                                              | 1962  | Allemagne de l'Est                        |
| Heinrich Frank                      | Allemagne de l'Ouest                       | Bundeswehr                                                                                              | 1962  | Allemagne de l'Est                        |
| Guntram Hoffmann                    | Allemagne de l'Ouest                       | Bundeswehr                                                                                              | 1962  | Allemagne de l'Est                        |
| Albert Kostede                      | Allemagne de l'Ouest                       | Bundeswehr                                                                                              | 1962  | Allemagne de l'Est                        |
| Richard Lang                        | Allemagne de l'Ouest                       | Bundeswehr                                                                                              | 1962  | Allemagne de l'Est                        |
| Erwin Miran                         | Allemagne de l'Ouest                       | Bundeswehr                                                                                              | 1962  | Allemagne de l'Est                        |
| Horst Pilger                        | Allemagne de l'Ouest                       | Bundeswehr                                                                                              | 1962  | Allemagne de l'Est                        |
| Peter Pitzen                        | Allemagne de l'Ouest                       | Bundeswehr                                                                                              | 1962  | Allemagne de l'Est                        |
| Bodo Ratzinger                      | Allemagne de l'Ouest                       | Bundeswehr                                                                                              | 1962  | Allemagne de l'Est                        |
| Klaus Reichardt                     | Allemagne de l'Ouest                       | Luftwaffe                                                                                               | 1962  | Allemagne de l'Est                        |
| Willi Salzmann                      | Allemagne de l'Ouest                       | Bundeswehr                                                                                              | 1962  | Allemagne de l'Est                        |
| Dieter Schmutzler                   | Allemagne de l'Ouest                       | Bundeswehr                                                                                              | 1962  | Allemagne de l'Est                        |
| Peter-Joseph Schödder               | Allemagne de l'Ouest                       | Bundeswehr                                                                                              | 1962  | Allemagne de l'Est                        |
| Manfred Schüssler                   | Allemagne de l'Ouest                       | Bundeswehr                                                                                              | 1962  | Allemagne de l'Est                        |
| Otto Schwarz                        | Allemagne de l'Ouest                       | Bundeswehr                                                                                              | 1962  | Allemagne de l'Est                        |
| Jürgen Steinigtweg                  | Allemagne de l'Ouest                       | Deutsche Marine (branche aéronautique)                                                                  | 1962  | Allemagne de l'Est                        |
| Robert Stuckhaus                    | Allemagne de l'Ouest                       | Bundeswehr                                                                                              | 1962  | Allemagne de l'Est                        |
| Wolfgang Vogt                       | Allemagne de l'Ouest                       | Luftwaffe                                                                                               | 1962  | Allemagne de l'Est                        |
| Berthold Wizien                     | Allemagne de l'Ouest                       | Bundeswehr                                                                                              | 1962  | Allemagne de l'Est                        |
| Larry Allen Abshier                 | États-Unis                                 | Armée de terre des États-Unis                                                                           | 1962  | Corée du Nord                             |
| James Dresnok                       | États-Unis                                 | Armée de terre des États-Unis                                                                           | 1962  | Corée du Nord                             |
| R. S. Hareld                        | États-Unis                                 | Armée de terre des États-Unis                                                                           | 1962  | Tchécoslovaquie                           |
| Bobby Joe Keesee                    | États-Unis                                 | Armée de terre des États-Unis                                                                           | 1962  | Cuba                                      |
| Henry Kiernan                       | États-Unis                                 | Armée de terre des États-Unis                                                                           | 1962  | Allemagne de l'Est                        |
| David Michael                       | États-Unis                                 | Ingénieur                                                                                               | 1962  | Cuba                                      |
| Ronald Stanley                      | Royaume-Uni                                | Armée de terre britannique                                                                              | 1962  | Allemagne de l'Est                        |
| Nguyen Van Cu                       | Viêt Nam                                   | Vietnam Air Force                                                                                       | 1962  | Cambodge                                  |
| Klaus Chepelier                     | Allemagne de l'Ouest                       | Bundeswehr                                                                                              | 1963  | Allemagne de l'Est                        |
| Thomas Badey                        | États-Unis                                 | Armée de terre des États-Unis                                                                           | 1963  | Allemagne de l'Est                        |
| Frank Barton                        | États-Unis                                 | Armée de terre des États-Unis                                                                           | 1963  | Allemagne de l'Est                        |
| Richard Bourret                     | États-Unis                                 | Physicien                                                                                               | 1963  | Cuba                                      |
| Benjamin Cain                       | États-Unis                                 | Armée de terre des États-Unis                                                                           | 1963  | Allemagne de l'Est                        |
| Victor Norris Hamilton (en)         | États-Unis                                 | National Security Agency                                                                                | 1963  | URSS                                      |
| Gary Martzke                        | États-Unis                                 | Armée de terre des États-Unis                                                                           | 1963  | Allemagne de l'Est                        |
| Roberto Ramos Michelena             | États-Unis                                 | United States Air Force                                                                                 | 1963  | Cuba                                      |
| James Carl Moore                    | États-Unis                                 | Armée de terre des États-Unis                                                                           | 1963  | Allemagne de l'Est                        |
| Heinrich James Newton               | États-Unis                                 | Armée de terre des États-Unis                                                                           | 1963  | Allemagne de l'Est                        |
| Jerry Wayne Parrish                 | États-Unis                                 | Armée de terre des États-Unis                                                                           | 1963  | Corée du Nord                             |
| Alfred Svenson                      | États-Unis                                 | Armée de terre des États-Unis                                                                           | 1963  | Allemagne de l'Est                        |
| Willard E. Valentini                | États-Unis                                 | Armée de terre des États-Unis                                                                           | 1963  | Allemagne de l'Est                        |
| Jacinto Veloso                      | Portugal                                   | Force aérienne portugaise                                                                               | 1963  | Front de libération du Mozambique         |
| Brian Patchett                      | Royaume-Uni                                | Armée de terre britannique                                                                              | 1963  | Allemagne de l'Est                        |
| Christopher John Pengate            | Royaume-Uni                                | Armée de terre britannique                                                                              | 1963  | Allemagne de l'Est                        |
| Kim Philby                          | Royaume-Uni                                | Secret Intelligence Service                                                                             | 1963  | URSS                                      |
| Anatoly P. Kotloby                  | États-Unis                                 | Ingénierie et technologie spatiale                                                                      | 1964  | URSS                                      |
| Claude Swain                        | États-Unis                                 | Armée de terre des États-Unis                                                                           | 1964  | Allemagne de l'Est                        |
| Theo van Eijck                      | Pays-Bas                                   | Marine-Luchtvaartdienst                                                                                 | 1964  | Libye                                     |
| Ma Ching-Shan                       | République de Chine                        | Tireur d'élite aux Jeux olympiques                                                                      | 1964  | République populaire de Chine             |
| Chan Chueh                          | République de Chine                        | Officiel des Jeux olympiques                                                                            | 1964  | République populaire de Chine             |
| Cheng Yi-Ming                       | République de Chine                        | Intelligence Bureau                                                                                     | 1964  | République populaire de Chine             |
| Zhao Zongli                         | République de Chine                        | Marine de la République de Chine                                                                        | 1964  | République populaire de Chine             |
| Alfred Frenzel (en)                 | Allemagne de l'Ouest                       | Homme politique du SPD                                                                                  | 1965  | Échangé en Allemagne de l'Est             |
| Charles Robert Jenkins              | États-Unis                                 | Armée de terre des États-Unis                                                                           | 1965  | Corée du Nord                             |
| Glen Roy Rohrer (en)                | États-Unis                                 | Armée de terre des États-Unis (Military Intelligence)                                                   | 1965  | Tchécoslovaquie                           |
| Li Zongren                          | États-Unis                                 | Ancien homme politique du Kuomintang, vice-président et président par intérim de la République de Chine | 1965  | République populaire de Chine             |
| Ana Maria Silva Pais                | Portugal                                   | Fille du directeur de la PIDE, Fernando Silva                                                           | 1965  | Cuba                                      |
| Chan Chen-Chin                      | République de Chine                        | Armée de terre de la République de Chine                                                                | 1965  | République populaire de Chine             |
| Chen Li                             | République de Chine                        | Intelligence Bureau                                                                                     | 1965  | République populaire de Chine             |
| Hua Tsu-Hsin                        | République de Chine                        | Diplomate                                                                                               | 1965  | République populaire de Chine             |
| Stephen Biggs                       | Royaume-Uni                                | Armée de terre britannique                                                                              | 1965  | Allemagne de l'Est                        |
| Bui Van Trach                       | Viêt Nam                                   | Vietnam Air Force                                                                                       | 1965  | Cambodge                                  |
| Nguyen Chi Canh                     | Viêt Nam Sud                               | Chef de la police de Hué                                                                                | 1965  | Viêt Nam Nord                             |
| Harold M. Koch (en)                 | États-Unis                                 | Prêtre catholique                                                                                       | 1966  | URSS                                      |
| John Discoe Smith                   | États-Unis                                 | Département d'État des États-Unis                                                                       | 1966  | URSS                                      |
| Nguyen Duch Hien                    | Viêt Nam                                   | Vietnam Air Force                                                                                       | 1966  | Cambodge                                  |
| Craig Anderson                      | États-Unis                                 | United States Navy                                                                                      | 1967  | Suède                                     |
| Richard Bailey                      | États-Unis                                 | United States Navy                                                                                      | 1967  | Suède                                     |
| John Barilla                        | États-Unis                                 | United States Navy                                                                                      | 1967  | Suède                                     |
| Kenneth C. Griggs                   | États-Unis                                 | Armée de terre des États-Unis                                                                           | 1967  | Cuba                                      |
| Roy Ray Jones                       | États-Unis                                 | Armée de terre des États-Unis                                                                           | 1967  | Suède                                     |
| Michael Lindner                     | États-Unis                                 | United States Navy                                                                                      | 1967  | Suède                                     |
| McKinley Nolan                      | États-Unis                                 | Armée de terre des États-Unis                                                                           | 1967  | Viêt Nam Nord                             |
| Richard Harwood Pearce              | États-Unis                                 | Armée de terre des États-Unis                                                                           | 1967  | Cuba                                      |
| Tseng Chao-Ping                     | République de Chine                        | Force aérienne de la République de Chine                                                                | 1967  | République populaire de Chine             |
| George Blake                        | Royaume-Uni                                | Secret Intelligence Service                                                                             | 1967  | URSS                                      |
| Peter Moebius                       | Allemagne de l'Ouest                       | Physicien                                                                                               | 1968  | Allemagne de l'Est                        |
| Herbert Patzelt                     | Allemagne de l'Ouest                       | Assistant à la Communauté européenne de l'énergie atomique                                              | 1968  | Allemagne de l'Est                        |
| Ehrenfried Petras                   | Allemagne de l'Ouest                       | Microbiologiste                                                                                         | 1968  | Allemagne de l'Est                        |
| Robert Argento                      | États-Unis                                 | Armée de terre des États-Unis                                                                           | 1968  | Suède                                     |
| Edwin Arnett                        | États-Unis                                 | Armée de terre des États-Unis                                                                           | 1968  | Suède                                     |
| John Ashley                         | États-Unis                                 | Armée de terre des États-Unis                                                                           | 1968  | Suède                                     |
| Samuel Brown                        | États-Unis                                 | Armée de terre des États-Unis                                                                           | 1968  | Suède                                     |
| Gerald Burger                       | États-Unis                                 | Armée de terre des États-Unis                                                                           | 1968  | Suède                                     |
| Robert Burroughs                    | États-Unis                                 | Armée de terre des États-Unis                                                                           | 1968  | Suède                                     |
| Robert Carroll                      | États-Unis                                 | Armée de terre des États-Unis                                                                           | 1968  | Suède                                     |
| Kenneth Cooper                      | États-Unis                                 | Armée de terre des États-Unis                                                                           | 1968  | Suède                                     |
| Erwin Foster                        | États-Unis                                 | Armée de terre des États-Unis                                                                           | 1968  | Suède                                     |
| David Haire                         | États-Unis                                 | Armée de terre des États-Unis                                                                           | 1968  | Suède                                     |
| Rodney Huth                         | États-Unis                                 | Armée de terre des États-Unis                                                                           | 1968  | Suède                                     |
| Edward Johnson                      | États-Unis                                 | Armée de terre des États-Unis                                                                           | 1968  | Suède                                     |
| William Jones                       | États-Unis                                 | Armée de terre des États-Unis                                                                           | 1968  | Suède                                     |
| Justin Olson                        | États-Unis                                 | Armée de terre des États-Unis                                                                           | 1968  | Suède                                     |
| William Percell                     | États-Unis                                 | Armée de terre des États-Unis                                                                           | 1968  | Suède                                     |
| Richard Lee Propp                   | États-Unis                                 | Armée de terre des États-Unis                                                                           | 1968  | Suède                                     |
| David Roman                         | États-Unis                                 | Armée de terre des États-Unis                                                                           | 1968  | Suède                                     |
| Raymond Sansiviero                  | États-Unis                                 | Corps des Marines des États-Unis                                                                        | 1968  | Suède                                     |
| Parker Smith                        | États-Unis                                 | Armée de terre des États-Unis                                                                           | 1968  | Suède                                     |
| Vincent Strollo                     | États-Unis                                 | Armée de terre des États-Unis                                                                           | 1968  | Suède                                     |
| Richard Tannimura                   | États-Unis                                 | Armée de terre des États-Unis                                                                           | 1968  | Suède                                     |
| John R. Vequist                     | États-Unis                                 | Armée de terre des États-Unis                                                                           | 1968  | Suède                                     |
| Gregory Vitarelle                   | États-Unis                                 | Armée de terre des États-Unis                                                                           | 1968  | Suède                                     |
| Mark Warrell                        | États-Unis                                 | Armée de terre des États-Unis                                                                           | 1968  | Suède                                     |
| Eugene Westbrooks                   | États-Unis                                 | Armée de terre des États-Unis                                                                           | 1968  | Suède                                     |
| J. W. Wright                        | États-Unis                                 | United States Air Force                                                                                 | 1968  | URSS                                      |
| Heinz Felfe                         | Allemagne de l'Ouest                       | Service fédéral de renseignement                                                                        | 1969  | Échangé en Allemagne de l'Est             |
| Olaf Foertsch                       | Allemagne de l'Ouest                       | Bundeswehr                                                                                              | 1969  | Allemagne de l'Est                        |
| Ludwig Gummert                      | Allemagne de l'Ouest                       | Bundeswehr                                                                                              | 1969  | Allemagne de l'Est                        |
| Hans-Joachim Kruse                  | Allemagne de l'Ouest                       | Bundeswehr                                                                                              | 1969  | Allemagne de l'Est                        |
| Robert Kündiger                     | Allemagne de l'Ouest                       | Deutsche Marine                                                                                         | 1969  | Allemagne de l'Est                        |
| William Lee Brent (en)              | États-Unis                                 | Activiste des Black Panthers                                                                            | 1969  | Cuba                                      |
| Irvin Leon Butler                   | États-Unis                                 | United States Navy                                                                                      | 1969  | Suède                                     |
| Morris et Leontine Cohen            | États-Unis                                 | Espions atomistes                                                                                       | 1969  | Échangé en URSS                           |
| Jerry Bhagwan Dass                  | États-Unis                                 | Armée de terre des États-Unis                                                                           | 1969  | Suède                                     |
| Robert Edward Dostlik               | États-Unis                                 | Corps des Marines des États-Unis                                                                        | 1969  | Cuba                                      |
| Thomas Kavanaugh                    | États-Unis                                 | Armée de terre des États-Unis                                                                           | 1969  | Allemagne de l'Est                        |
| John Lowney                         | États-Unis                                 | Corps des Marines des États-Unis                                                                        | 1969  | Viêt Nam Nord                             |
| Vassilios Tsironis                  | Grèce                                      | Docteur en médecine                                                                                     | 1969  | Albanie                                   |
| Zhou Zhende                         | République de Chine                        | Armée de terre de la République de Chine                                                                | 1969  | République populaire de Chine             |
| Larry Humphrey                      | États-Unis                                 | Armée de terre des États-Unis                                                                           | 1970  | Cambodge                                  |
| Clyde McKay, Alvin Glatkowski       | États-Unis                                 | United States Merchant Marine                                                                           | 1970  | Cambodge (tentative)                      |
| Mihalis Maniadakis                  | Grèce                                      | Force aérienne grecque                                                                                  | 1970  | URSS                                      |
| Hans-Dieter Reinkensmeier           | Allemagne de l'Ouest                       | Heeresfliegertruppe                                                                                     | 1971  | Allemagne de l'Est                        |
| Esteban Llana                       | États-Unis                                 | United States Air Force                                                                                 | 1971  | Panama                                    |
| Bernard Pryer                       | États-Unis                                 | Armée de terre des États-Unis                                                                           | 1971  | Panama                                    |
| Tobey Wagner                        | États-Unis                                 | Armée de terre des États-Unis                                                                           | 1971  | Panama                                    |
| Jaime Morais                        | Portugal                                   | Exército Português                                                                                      | 1971  | Suède                                     |
| Sun Chi-Chou                        | République de Chine                        | Diplomate                                                                                               | 1971  | République populaire de Chine             |
| Chang Shuang-Chao                   | République de Chine                        | Assistant du ministère des Finances                                                                     | 1971  | République populaire de Chine             |
| Harold Hill                         | Royaume-Uni                                | Ingénieur pour Rolls-Royce Limited                                                                      | 1971  | URSS                                      |
| Kevin Cadwallader                   | Royaume-Uni                                | Armée de terre britannique                                                                              | 1972  | Suède                                     |
| Pham Van Dinh                       | Viêt Nam Sud                               | Armée de la République du Viêt Nam                                                                      | 1972  | Viêt Nam Nord                             |
| Sung Wei-Pi                         | République de Chine                        | Ancien diplomate                                                                                        | 1973  | République populaire de Chine             |
| Gerard Burns                        | Royaume-Uni                                | Armée de terre britannique                                                                              | 1974  | Irlande                                   |
| Nguyen Thanh Trung                  | Viêt Nam Sud                               | Vietnam Air Force                                                                                       | 1975  | Viêt Nam Nord                             |
| William Joseph Black                | États-Unis                                 | Armée de terre des États-Unis                                                                           | 1977  | Tchécoslovaquie                           |
| Erhard Mueller                      | Allemagne de l'Ouest                       | Deutsche Marine (branche aéronautique)                                                                  | 1978  | Allemagne de l'Est                        |
| Li Jun-Gwang                        | Corée du Sud                               | Armée de terre de la République de Corée                                                                | 1978  | Corée du Nord                             |
| Robert Thompson (en)                | États-Unis                                 | United States Air Force                                                                                 | 1978  | Échangé en URSS                           |
| Alexander Lambert                   | Afrique du Sud                             | South African Bureau of State Security                                                                  | 1979  | Suède                                     |
| Christel Broszey and Inge Goliath   | Allemagne de l'Ouest                       | Assistants de l'UCD                                                                                     | 1979  | Allemagne de l'Est                        |
| Ursel Lorenzen                      | Allemagne de l'Ouest                       | Assistant de l'OTAN                                                                                     | 1979  | Allemagne de l'Est                        |
| Helga Roediger                      | Allemagne de l'Ouest                       | Ministère des Finances                                                                                  | 1979  | Allemagne de l'Est                        |
| Friedrich Tomberg                   | Allemagne de l'Ouest                       | Professeur en philosophie de Hochschule                                                                 | 1979  | Allemagne de l'Est                        |
| Kim Ryong-Jin                       | Corée du Sud                               | Armée de terre de la République de Corée                                                                | 1979  | Corée du Nord                             |
| Roy Chung                           | États-Unis                                 | Armée de terre des États-Unis                                                                           | 1979  | Allemagne de l'Est, puis Corée du Nord    |
| Justin Yifu Lin                     | République de Chine                        | Armée de terre de la République de Chine                                                                | 1979  | République populaire de Chine             |
| Imelda Verrept                      | Belgique                                   | Assistant de l'OTAN                                                                                     | 1980  | Allemagne de l'Est                        |
| Günter Guillaume                    | Allemagne de l'Ouest                       | Assistant du chancelier ouest-allemand                                                                  | 1981  | Échangé en Allemagne de l'Est             |
| Frank Terpil                        | États-Unis                                 | Central Intelligence Agency                                                                             | 1981  | Libye, puis Cuba                          |
| Ma Bi                               | République de Chine                        | Conseiller auprès du Kuomintang                                                                         | 1981  | République populaire de Chine             |
| Huang Zhicheng                      | République de Chine                        | Force aérienne de la République de Chine                                                                | 1981  | République populaire de Chine             |
| Gerhard G.                          | Allemagne de l'Ouest                       | Office fédéral de protection de la constitution                                                         | 1982  | Allemagne de l'Est                        |
| Robert Vesco (en)                   | États-Unis                                 | Financier                                                                                               | 1982  | Cuba                                      |
| Joseph T. White (en)                | États-Unis                                 | Armée de terre des États-Unis                                                                           | 1982  | Corée du Nord                             |
| Gerald Andreas Eckert               | Afrique du Sud                             | South African Army                                                                                      | 1983  | Mozambique                                |
| Mun Sang-Chol                       | Corée du Sud                               | Armée de terre de la République de Corée                                                                | 1983  | Corée du Nord                             |
| Li Dawei                            | République de Chine                        | Force aérienne de la République de Chine                                                                | 1983  | République populaire de Chine             |
| Assata Shakur                       | États-Unis                                 | Activiste des Black Panthers                                                                            | 1984  | Cuba                                      |
| Zhang Jinfeng                       | République de Chine                        | Producteur de cinéma                                                                                    | 1984  | République populaire de Chine             |
| Xie Yuchen                          | République de Chine                        | Réalisateur                                                                                             | 1984  | République populaire de Chine             |
| Rudolf Alken                        | Allemagne de l'Ouest                       | Chercher à l'Université Johannes Gutenberg de Mayence                                                   | 1985  | Allemagne de l'Est                        |
| Sonja Luenberg                      | Allemagne de l'Ouest                       | Assistant du ministre de l'Économie, Martin Bangemann                                                   | 1985  | Allemagne de l'Est                        |
| Hansjoachim Tiedge                  | Allemagne de l'Ouest                       | Office fédéral de protection de la constitution                                                         | 1985  | Allemagne de l'Est                        |
| Herbert Willner                     | Allemagne de l'Ouest                       | Analyste de la Défense                                                                                  | 1985  | Allemagne de l'Est                        |
| Herta-Astrid Willner                | Allemagne de l'Ouest                       | Assistant du chancelier ouest-allemand                                                                  | 1985  | Allemagne de l'Est                        |
| Ra Il-Ryong                         | Corée du Sud                               | Armée de terre de la République de Corée                                                                | 1985  | Corée du Nord                             |
| Jeffrey Carney (en)                 | États-Unis                                 | United States Air Force                                                                                 | 1985  | Allemagne de l'Est                        |
| Edward Lee Howard                   | États-Unis                                 | Central Intelligence Agency                                                                             | 1985  | URSS                                      |
| Hugo Almeida                        | États-Unis                                 | Armée de terre des États-Unis                                                                           | 1986  | Cuba                                      |
| Karl Koecher (en)                   | États-Unis                                 | Central Intelligence Agency                                                                             | 1986  | Échangé en Tchécoslovaquie                |
| Arnold Lokshin (en)                 | États-Unis                                 | Biochimiste                                                                                             | 1986  | URSS                                      |
| Glenn Michael Souther               | États-Unis                                 | United States Navy                                                                                      | 1986  | URSS                                      |
| Wang Xijue                          | République de Chine                        | Aviateur                                                                                                | 1986  | République populaire de Chine             |
| Theodore et Cheryl Branch           | États-Unis                                 | Annonceurs radio (en)                                                                                   | 1987  | URSS                                      |
| Choe Deok-sin                       | États-Unis                                 | Ancien diplomate et ministère des affaires étrangères de Corée du Sud                                   | 1987  | Corée du Nord                             |
| Wade.E Roberts                      | États-Unis                                 | Armée de terre des États-Unis                                                                           | 1987  | URSS                                      |
| Song Chang-Gu                       | Corée du Sud                               | Armée de terre des États-Unis (assistant)                                                               | 1988  | Corée du Nord                             |
| Michael Peri (en)                   | États-Unis                                 | Armée de terre des États-Unis                                                                           | 1989  | Allemagne de l'Est                        |
| Lin Xianshun                        | République de Chine                        | Force aérienne de la République de Chine                                                                | 1989  | République populaire de Chine             |